# Pokémon Puzzle Challenge
Pokémon Puzzle Challenge (ポケモンでパネポン, Pokemon Depanepon) é um jogo da série Pokémon para Game Boy Color. É um Spin-off da série baseado no famoso Panel de Pon com personagens apenas do mundo Pokémon. Apresenta Pokémon de Pokémon Gold & Silver com puzzles na região de Johto.

## Desenvolvimento
"Pokémon Puzzle Challenge" foi anunciado pela primeira vez no webcast "Industry Review", do funcionário Peter Main, sob o título "Pokémon Attack", em 13 de janeiro de 2000. Foi desenvolvido pela Intelligent Systems e publicado pela Nintendo. Seu nome foi alterado para Pokémon Puzzle League, similar ao videogame do Nintendo 64. Foi finalmente lançado como Pokémon Puzzle Challenge. O atraso foi explicado como sendo devido ao lançamento de Pokémon Gold e Silver, acreditando que eles seriam suficientes para apaziguar os fãs. Um screensaver foi lançado pela Nintendo para promover o jogo. O jogo foi lançado no Japão no dia 21 de setembro de 2000, no dia 4 de dezembro de 2000 na América do Norte e 15 de junho de 2001 nas regiões PAL.[carece de fontes?]

## Recepção
Quando foi anunciado pela primeira vez, poucos detalhes foram revelados. Ao ouvir sobre isso, IGN teorizou que era uma versão americanizada de Puyo Puyo Sun com personagens Pokémon, similar a como Kirby's Avalanche foi uma localização de Puyo Puyo. Em uma prévia, IGN elogiou o Pokémon Puzzle Challenge por sua jogabilidade, chamando-os de "bons e simples para atrair jogadores de todas as idades e níveis". Em outra prévia, eles comentam que essa ideia foi ótima para fazer as crianças" olharem ainda mais as imagens Pokémon por mais horas de fim".
Desde o seu lançamento, Pokémon Puzzle Challenge recebeu uma recepção altamente positiva. Ele possui uma pontuação agregada de 90,20% no GameRankings, tornando-se o 10º melhor jogo Game Boy Color e o 300º melhor videogame no Game Rankings. Nintendo Power deu-lhe uma pontuação perfeita, enquanto Electronic Gaming Monthly deu-lhe um nove de 10. "Nintendo Power" classificou-o como "melhor jogo de quebra-cabeça" e "melhor jogo de Pokémon". Em última análise, perdendo para Pokémon Puzzle League para a primeira categoria e Pokémon Gold e Silver  na última. Nintendo Power também listou Pokémon Puzzle Challenge como o 13º melhor videogame Game Boy / Game Boy Color. Ben Reeves da Game Informer chamou como o 12º melhor jogo para Game Boy. Ele notou que superou Tetris Attack devido ao aumento do polimento do jogo. Children's software & new media revue: Volume 9 chamou de "viciante", comentando que aqueles que não estavam interessados na série estariam bem, comentando que "tem pouca semelhança" com a franquia Pokémon . Craig Harris, editor da IGN classificou o retorno da jogabilidade de Tetris Attack como "bem-vinda", comentando que era "tão divertido e viciante como sempre foi". No entanto, ele criticou a falta de um modo de edição de quebra-cabeça, um modo encontrado no jogo de contrapartida Nintendo 64 para o Pokémon Puzzle League. Ele concedeu o prêmio de Escolha do Editor. Em uma retrospectiva de videogame em Pokémon, Lucas M. Thomas, editor da IGN, comentou que embora não tenha trazido nada de novo para o game Tetris Attack, ele está em uma "nova versão portátil colorida". GamePro deu-lhe 4.5 estrelas em cinco, concedendo-lhe o seu prêmio Editor's Choice. William Schiffmann de The Associated Press comentou que, embora não "rompa um novo patamar" e o tema "Pokémon" constitui um "truque de vendas", os fãs de "Tetris" "iriam gostar".

## Modos (1 Player)

### Marathon
Aqui, não há um fim, exceto quando a linha de blocos chega à última coluna. A velocidade vai aumentando assim que o jogador prossegue, podendo chegar até o Level 99.
Se o jogador marcar mais de 10.000 pontos, vai aparecer os "chains" e "combos". Se o jogador marcar mais de 30.000 pontos, os créditos do jogo aparecerão. E, se marcar mais de 50 mil pontos, um secreto vai aparecer.

### Challenge
Aqui, haverá uma luta contra os Líderes de Ginásio. No modo Easy, o último oponente é Clair. No modo Normal, o último oponente é Karen. No modo Hard, o último oponente é Lance.
Também é possível destrancar os modos Super Hard e Intense.
Há vários Hidden Pokémon: Marill, Pikachu, Togepi, Sentret, Bellossom e Pichu.
- Marill - 4 Chain
- Pikachu - 6 Combo
- Togepi - 10 Combo
- Senret - 7 Chain
- Bellossom - Menos de 25 segundos
- Pichu - Mais de 4 minutos

Excepcionalmente nesse modo, há um Shock Block, marcado com um ponto de exclamação.

### Time Zone
Aqui, o jogador deve marcar a maior pontuação possível em 2 minutos.

### Line Clear
Aqui, o jogador deve chegar até a linha de conclusão da fase. Há 6 rounds com 5 fases cada. Após 3 rounds, há uma fase especial, onde o jogador não é obrigado a vencer para prosseguir. No final, há uma fase final semelhante à especial.

### Puzzle
Aqui, os jogadores têm que desvendar os puzzles em até 4 movimentos. Os puzzles vão ficando mais difíceis assim que o jogador vai prosseguindo.
Há um total de 6 rounds com 10 fases cada. Também há um Round Bônus após encerrar todos, com 3 fases.
- 1º round - Chikorita
- 2º round - Cyndaquil
- 3º round - Togepi
- 4º round - Pikachu
- 5º round - Totodile
- 6º round - Igglybuff
- 7º round - Elekid

Após prosseguir, há ainda um "Star Round", com puzzles mais desafiadores. Os tipos seguem as mesmas regras: Bellossom, Magby, Sentret, Pichu, Marill, Cleffa e Pikachu.

### Garbage
Semelhante ao Marathon. A diferença é que blocos vão caindo, e vai aumentando assim que o jogador vai prosseguindo.

## Modos (2 Players)
Há 3 modos no sistema de 2 jogadores: Challenge, Time Zone e Line Clear.